# National Collegiate Athletic Association (Verenigde Staten)

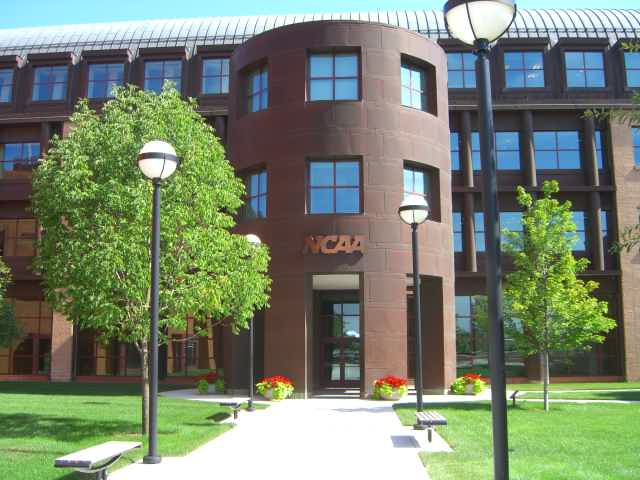
Hoofdkantoor van de NCAA.

De National Collegiate Athletic Association (NCAA, in het Engels doorgaans uitgesproken als "N-C-Double-A") is een Amerikaanse
non-profitorganisatie waarin ongeveer 1.200 instellingen, sportcompetities, organisaties en individuele personen verenigd zijn. De NCAA organiseert de sportprogramma's van colleges en universiteiten in de Verenigde Staten. Het NCAA-hoofdkwartier is gesitueerd in Indianapolis (Indiana). Charlie Baker werd in 2023 aangesteld als voorzitter.
De NCAA is 's werelds grootste organisatie op het gebied van college- en universiteitssport. Door de populariteit waarop collegesport in de VS kan rekenen, is de NCAA een prominent sportorgaan. Vermeld moet worden dat ingevolge de Amerikaanse sportcultuur, sport op universiteiten in de VS een belangrijkere rol speelt dan in Nederland of België. In veel gevallen mag het niveau als (semi)professioneel worden aangemerkt. 

## Geschiedenis
De voorganger van de NCAA, de Intercollegiate Athletic Association of the United States (IAAUS), werd op 31 maart 1906 opgericht om regels vast te leggen voor amateursport in de VS. De oprichting werd bespoedigd door toenmalig president Theodore Roosevelt, als reactie op het toenemend aantal zware blessures en doden in het American Football op colleges en universiteiten. In 1910 werd de IAAUS omgedoopt tot de NCAA. 
Tot in de jaren tachtig werden er geen vrouwensporten aangeboden. In plaats hiervan controleerde een organisatie, genaamd de Association for Intercollegiate Athletics for Women (AIAW), de universiteitssport voor vrouwen in de VS. In 1982 boden alle NCAA-afdelingen nationale kampioenschappen voor vrouwen aan en stapten de meeste AIAW-leden over naar de NCAA. 
In 1973 splitste de NCAA haar lidmaatschap in drie divisies: Divisie I, Divisie II en Divisie III. Divisie I en Divisie II-scholen kunnen sporters beurzen aanbieden voor het spelen van sport. Divisie III-scholen mogen geen sportbeurzen aanbieden. In het algemeen komen de grotere scholen uit in Divisie I en kleinere in Divisie II en III. Divisie-I werd voor wat betreft het American Football in 1978 onderverdeeld I-A en I-AA. De term I-AAA werd in het leven geroepen als predicaat voor Divisie I-scholen zonder een American Footballprogramma.

### Voorzitters
- Walter Byers 1951–1988
- Dick Schultz 1988–1993
- Cedric Dempsey 1993–2002
- Myles Brand 2003–2009
- Jim Isch (interim) 2009–2010
- Mark Emmert 2011–2023
- Charlie Baker 2023–heden

## Sporten en kampioenschappen
De volgende universiteitssporten zijn onderhevig aan de regelgeving van de NCAA:
| honkbal                    | enkel een kampioenschap voor mannen, de tegenhanger bij de vrouwen is softbal |
| basketbal                  | apart kampioenschap voor mannen en vrouwen (telkens drie divisies) |
| beachvolleybal             | enkel een kampioenschap voor vrouwen |
| bowling                    | enkel een kampioenschap voor vrouwen |
| veldlopen                  | apart kampioenschap voor mannen en vrouwen (telkens drie divisies) |
| schermen                   | apart kampioenschap voor mannen en vrouwen (telkens één divisie) |
| veldhockey                 | enkel een kampioenschap voor vrouwen (drie divisies) |
| American football          | enkel een kampioenschap voor mannen (drie divisies met elk nog onderverdelingen)                                                                                                  |
| golf                       | apart kampioenschap voor mannen en vrouwen (telkens drie divisies) |
| gymnastiek                 | apart kampioenschap voor mannen en vrouwen (teruggebracht naar telkens één divisie)                                                                                               |
| ijshockey                  | apart kampioenschap voor mannen en vrouwen (oorspronkelijk telkens drie divisies, divisie II werd geschrapt)                                                                      |
| lacrosse                   | apart kampioenschap voor mannen en vrouwen (telkens in drie divisies) |
| schietsport                | gecombineerd kampioenschap voor mannen en vrouwen |
| roeien                     | enkel een kampioenschap voor vrouwen (drie divisies) |
| alpineskiën & noords skiën | gecombineerd kampioenschap voor mannen en vrouwen |
| voetbal                    | apart kampioenschap voor mannen en vrouwen (telkens drie divisies) |
| softbal                    | enkel een kampioenschap voor vrouwen, de tegenhanger bij de mannen is honkbal |
| zwemmen & schoonspringen   | apart kampioenschap voor mannen en vrouwen (telkens drie divisies) |
| tennis                     | apart kampioenschap voor mannen en vrouwen (telkens drie divisies) |
| atletiek                   | apart kampioenschap voor mannen en vrouwen (zowel outdoor als indoor, telkens drie divisies)                                                                                      |
| volleybal                  | apart kampioenschap voor mannen en vrouwen (drie divisies voor vrouwen, Divisie I/II en Divisie III voor mannen)                                                                  |
| waterpolo                  | apart kampioenschap voor mannen en vrouwen (telkens één divisie) |
| worstelen                  | enkel een kampioenschap voor mannen (drie divisies). Vanaf het academiejaar 2025-2026 zal er een apart dameskampioenschap worden gelanceerd dat alle drie de divisies combineert. |

De universiteiten van Californië (UCLA) en Kentucky zijn bekend om hun honkbalteam. De Duke universiteit, de universiteit van Kentucky en de Universiteit van North Carolina hebben de meest succesvolle basketbalteams. De universiteit van Alabama, de Universiteit van Southern California, de Universiteit van Notre Dame, de Universiteit van Michigan, de Ohio State Universiteit en de Universiteit van Texas zijn het meest succesvol in American football. hetzelfde geldt voor de universiteit van Arkansas en UCLA op het gebied van atletiek, op het gebied van worstelen hebben de universiteiten van Oklahoma en Iowa een reputatie hoog te houden.